# Tomás Cavanagh
Tomás Bernardo Cavanagh (Amenábar, 5 gennaio 2001) è un calciatore argentino, difensore del Vélez Sarsfield.

## Biografia
Ha origini irlandesi.

## Caratteristiche tecniche
È un terzino sinistro.

## Carriera
Cavanagh è cresciuto nel settore giovanile del Vélez Sarsfield ed ha debuttato in prima squadra il 5 dicembre 2020 nell'incontro di Copa de la Liga Profesional pareggiato 0-0 contro il Patronato. Due settimane più tardi ha firmato il suo primo contratto professionistico valido fino al dicembre del 2023.
Il 28 gennaio 2022 è stato ceduto in prestito con diritto di riscatto al Talleres (C), ma a fine anno ha fatto ritorno al Godoy dopo una sola partita disputata. Il 10 marzo 2023 ha prolungato il contratto di un ulteriore anno ed è stato promosso stabilmente in prima squadra.
Il 18 luglio 2024 ha firmato un nuovo prolungamento fino al 2026 ed il 3 settembre seguente è passato in prestito al Tigre fino al termine della stagione.

## Statistiche

### Presenze e reti nei club
Statistiche aggiornate al 13 febbraio 2025.
| Stagione               | Squadra                | Campionato             | Campionato | Campionato | Coppe nazionali | Coppe nazionali | Coppe nazionali | Coppe continentali | Coppe continentali | Coppe continentali | Altre coppe | Altre coppe | Altre coppe | Totale | Totale | Totale |
| Stagione               | Squadra                | Comp                   | Pres       | Reti       | Comp            | Pres            | Reti            | Comp               | Pres               | Reti               | Comp        | Pres        | Reti        | Pres   | Reti   |        |
| ---------------------- | ---------------------- | ---------------------- | ---------- | ---------- | --------------- | --------------- | --------------- | ------------------ | ------------------ | ------------------ | ----------- | ----------- | ----------- | ------ | ------ | ------ |
| 2019-2020              | Vélez Sarsfield        | PD                     | 0          | 0          | CA+CdL          | 0+4             | 0               | CS                 | 0                  | 0                  | -           | -           | -           | 4      | 0      |        |
| 2021                   | Vélez Sarsfield        | PD                     | 0          | 0          | CA+CdL          | 0               | 0               | CL                 | 0                  | 0                  | -           | -           | -           | 0      | 0      |        |
| 2022                   | Talleres (C)           | PD                     | 0          | 0          | CA+CdL          | 0+1             | 0               | CL                 | 0                  | 0                  | -           | -           | -           | 1      | 0      |        |
| 2023                   | Vélez Sarsfield        | PD                     | 0          | 0          | CA+CdL          | 1+0             | 0               | -                  | -                  | -                  | -           | -           | -           | 1      | 0      |        |
| gen.-sep. 2024         | Vélez Sarsfield        | PD                     | 1          | 0          | CA+CdL          | 2+3             | 0               | -                  | -                  | -                  | -           | -           | -           | 6      | 0      |        |
| sep.-dic. 2024         | Tigre                  | PD                     | 6          | 0          | CA+CdL          | -               | -               | -                  | -                  | -                  | -           | -           | -           | 6      | 0      |        |
| 2025                   | Vélez Sarsfield        | PD                     | 3          | 0          | CA              | 0               | 0               | CL                 | 0                  | 0                  | SA          | -           | -           | 3      | 0      |        |
| Totale Vélez Sarsfield | Totale Vélez Sarsfield | Totale Vélez Sarsfield | 4          | 0          |                 | 10              | 0               |                    | 0                  | 0                  |             | -           | -           | 14     | 0      |        |
| Totale carriera        | Totale carriera        | Totale carriera        | 10         | 0          |                 | 11              | 0               |                    | 0                  | 0                  |             | -           | -           | 21     | 0      |        |